# Град Вршац
Град Вршац је један од градова у Србији. Налази се у АП Војводина и спада у Јужнобанатски округ. По подацима из 2004. град заузима површину од 800 km2 (од чега на пољопривредну површину отпада 62.323 ha, а на шумску 6.434 ha). Седиште града је градско насеље Вршац. Град Вршац се састоји од 24 насеља: једног градског и 23 сеоска насеља. Према подацима са последњег пописа 2022. године у граду је живело 45.462 становника (према попису из 2011. било је 52.026 становника). У општини Вршац се налази 27 основних и 4 средње школе.

## Насељена места
| - Ватин - Велико Средиште - Влајковац - Војводинци - Вршац - Вршачки Ритови - Гудурица - Загајица | - Избиште - Јабланка - Куштиљ - Мали Жам - Мало Средиште - Марковац - Месић - Орешац | - Павлиш - Парта - Потпорањ - Ритишево - Сочица - Стража - Уљма - Шушара |

## Етничка структура
Попис 2002.
- Срби — 39.418 (72,5%)
- Румуни — 5.913 (10,87%)
- Мађари — 2.619 (4,81%)
- Роми — 1.186 (2,18%)
- Југословени — 1.019 (1,87%)
- остали

| Етнички састав према попису из 2011.‍ | Етнички састав према попису из 2011.‍ | Етнички састав према попису из 2011.‍ | Етнички састав према попису из 2011.‍ | Етнички састав према попису из 2011.‍ |
| ------------------------------------ | ------------------------------------ | ------------------------------------ | ------------------------------------ | ------------------------------------ |
|                                      |                                      |                                      |                                      |                                      |
| Срби                                 | Срби                                 |                                      | 37.595                               | 72,26%                               |
| Румуни                               | Румуни                               |                                      | 5.420                                | 10,41%                               |
| Мађари                               | Мађари                               |                                      | 2.263                                | 4,35%                                |
| Роми                                 | Роми                                 |                                      | 1.368                                | 2,63%                                |
| остали                               | остали                               |                                      | 2.034                                | 3,91%                                |
| Регионална припадност                | Регионална припадност                |                                      | 758                                  | 1,45%                                |
| неизјашњени                          | неизјашњени                          |                                      | 1.438                                | 2,76%                                |
| непознато                            | непознато                            |                                      | 1.150                                | 2,23%                                |
| укупно: 52.026                       |                                      |                                      |                                      |                                      |

## Познате личности
- Паја Јовановић
- Јован Стерија Поповић
- Јаша Томић
- Драгиша Брашован
- Рада Ђуричин
- Зага Маливук
- Жарко Зрењанин
- Радован Бранков
- Јанош Тот
- Драган Мрђа
- Васко Попа